# Kanton Cadenet
Der Kanton Cadenet war bis 2015 ein französischer Wahlkreis im Département Vaucluse in der Region Provence-Alpes-Côte d’Azur. Sein Hauptort war Cadenet. Er wurde 2015 im Rahmen einer landesweiten Neugliederung der Kantone aufgelöst.

## Gemeinden
Der Kanton bestand aus neun Gemeinden:
| Gemeinde   | Einwohner Jahr | Fläche km² | Bevölkerungsdichte | Code INSEE | Postleitzahl |
| ---------- | -------------- | ---------- | ------------------ | ---------- | ------------ |
| Cadenet    | 4.132 (2013)   | 25,08      | 165 Einw./km²      | 84026      | 84160        |
| Cucuron    | 1.797 (2013)   | 32,68      | 55 Einw./km²       | 84042      | 84160        |
| Lauris     | 3.785 (2013)   | 21,81      | 174 Einw./km²      | 84065      | 84360        |
| Lourmarin  | 1.129 (2013)   | 20,18      | 56 Einw./km²       | 84068      | 84160        |
| Mérindol   | 1.999 (2013)   | 26,59      | 75 Einw./km²       | 84074      | 84360        |
| Puget      | 712 (2013)     | 17,9       | 40 Einw./km²       | 84093      | 84360        |
| Puyvert    | 793 (2013)     | 9,78       | 81 Einw./km²       | 84095      | 84160        |
| Vaugines   | 518 (2013)     | 15,55      | 33 Einw./km²       | 84140      | 84160        |
| Villelaure | 3.284 (2013)   | 18,25      | 180 Einw./km²      | 84147      | 84530        |